# Sergei Alexandrowitsch Makarow
Sergei Alexandrowitsch Makarow (russisch Сергей Александрович Макаров, engl. Transkription Sergey Makarov; * 19. März 1973 in Podolsk) ist ein ehemaliger russischer Speerwerfer, der seinen größten Erfolg mit dem Gewinn des Titels bei den Weltmeisterschaften 2003 in Paris errang. 

## Leben
Makarow errang bei den Olympischen Spielen 2004 in Athen die Bronzemedaille im Speerwurf. Eine weitere Bronzemedaille gewann er bei den Weltmeisterschaften 2005 in Helsinki. Seine Bestweite von 92,61 Meter warf er 2002 in Sheffield.
Sergei Makarow ist 1,92 m groß, sein Wettkampfgewicht beträgt 100 kg. Sein Vater ist der Olympiazweite 1980 im Speerwurf, Alexander Fjodorowitsch Makarow. Sergei Makarow ist mit der Speerwerferin Oksana Owtschinnikowa verheiratet.

## Platzierungen

### Olympische Spiele
- 1996: Platz 6 mit 85,30 Meter
- 2000: Platz 3 mit 88,67 Meter
- 2004: Platz 3 mit 84,84 Meter

### Weltmeisterschaften
- 1997: Platz 5 mit 86,32 Meter
- 1999: Platz 9 im Vorkampf mit 83,20 Meter
- 2001: Platz 7 mit 83,64 Meter
- 2003: Platz 1 mit 85,44 Meter
- 2005: Platz 3 mit 83,54 Meter

### Europameisterschaften
- 1998: Platz 4 mit 86,45 Meter
- 2002: Platz 2 mit 88,05 Meter